# 한울안중학교
한울안중학교(한울안中學校)는 대한민국 대구광역시 달성군 현풍읍 지리에 있는 사립 중학교이다.

## 학교 연혁
- 2016년 4월 8일: 설립계획 승인(대구광역시교육청, 3학급 60명)
- 2016년 12월 20일: 한울안 중학교 준공식
- 2018년 3월 1일: 한울안중학교 개교(1학년)
- 2020년 4월 28일: 학생기숙사(둥근집) 준공식
- 2021년 1월 15일: 제1회 졸업식(10명)
- 2021년 3월 1일: 강당 및 급식실 증측
- 2022년 1월 12일: 제2회 졸업식(10명)
- 2022년 3월 2일: 입학식(33명)